# مستعلیه
مُستَعلیه یا بوهره، یکی از شاخه‌های اصلی فرقه اسماعیلیه در تشیع است.

## معرفی
مستعلیه به دلیل انتسابشان به احمد مستعلی (نهمین خلیفه فاطمی)، به این نام خوانده می‌شوند. طیب ابوالقاسم، امام فعلی آنها یعنی بیست و یکمین امام مستعلیه می‌باشد که غایب و پنهان است. نزاری‌ها و مستعلی‌ها تا ۸ خلیفهٔ اول فاطمی را به‌عنوان امام می‌پذیرند اما در جانشینی نزار با مستعلی اختلاف نظر دارند. جانشین معاذ مستنصر بنابر حکم آشکار او، پسر بزرگش(نزار) بود اما امیر سپاه مصر که به مستعلی (پسر دیگر خلیفه)، ارادت داشت وی را به خلافت نشاند و او را امام مخصوص خواند. البته چون این قول، حکم آشکار خلیفهٔ پیشین نبود نتوانست تمام اسماعیلیه را راضی و خشنود کند.
برخی از مستعلیه به دلیل انتسابشان به طیب ابوالقاسم، طیبی خوانده می‌شوند. گروه دیگر مستعلیه، حافظیه نامیده می‌شوند که حاضر به پذیرش طیب ابوالقاسم به عنوان امام نشدند و در عوض سلسله امامت را در خلفای فاطمی مصر ادامه دادند. با رکود و اضمحلال خلافت فاطمی، حافظیه به تدریج طرفداران خود را از دست داد؛ به طوری که امروزه تمام پیروان مذهب مستعلیه طیبی هستند.

## اختلاف بر سرِ جانشین
در سال ۴۸۷ ق (۱۰۹۴ م) در میان اسماعیلیان بحرانی بر سرِ جانشینی پیشوایشان شکل گرفت و آنان به دو شاخه مستعلیان و نزاریان تقسیم شدند. در دوره خلافت فاطمی جانشینی مستعلی به جای خلیفه مستنصر (د ۴۸۷ ق)، و کنار گذاشته شدن نزار باعث دو دستگی میان اسماعیلیان شد. اسماعیلیان ایران و شام به هواداری از نزار پرداختند و اسماعیلیان مصر و شمال آفریقا، به پیشوایی مستعلی باور آوردند. از آن پس مستعلیان و هواداران خلافت فاطمی را دعوت قدیم خواندند و نزاریان را دعوت جدید. حسن صبّاح رهبر نامدار اسماعیلیان ایران پیرو نزار بود.
مستعلیان از پشتیبانی رسمی دولت فاطمی برخوردار شدند و وارث سازمان و تشکیلات آنان گشتند.
به هر رو پس از سرنگونی دودمان فاطمی در سال ۵۶۷ ق مستعلیان دیگر قدرت نگرفتند.
شاخه‌ای دیگر به نام اسماعیلیان طیبی، که بیشتر مستعلی بودند در یمن استقرار یافتند. رهبری طیبی‌ها در غیاب پیشوای ناپیدا (امام غائب)ی که انتظارش را می‌کشند فعلاً با اشخاصی به نام داعیان مطلق است. طیبی‌ها به هندوستان رفته و در آنجا مستقر شده‌اند. در هندوستان به ایشان بهره گفته می‌شود.

## فرق مرتبط و زیرمجموعه
بهره‌ها زیرمجموعه طیبیان محسوب می‌شدند و خود طیبیان زیر شاخه مستعلیه بودند. داعیان طیبی به مرور موفق شدند پیروان زیادی را در هند غربی پیدا کنند. آنان در هند آیین خود را «دعوت هادیه» می‌نامیدند و از نام «بهره» به معنی بازرگان نیز استفاده می‌نمودند. تا مدت‌ها داعی مطلق یمنی برای طیبیان مرجع و رهبر محسوب می‌گشت. دعوت فاطمیان را احتمالاً یک داعی یمنی موسم به عبدالله به هند برد که گفته می‌شود در سال ۴۶۰ در گجرات بوده‌است. جماعت طیبی در سال ۹۹۹ با مرگ داعی مطلق (داوود بن عجب شاه) به دو شاخه داوودیه و سلیمانیه تقسیم شد.